# Gisela Werler
Gisela Werler, également connue sous le nom de Banklady (née le 18 août 1934 à Altona et morte en novembre 2003 à Hambourg), est une braqueuse de banque allemande.

## Biographie
Gisela Werl est l'aînée de trois filles d'un serrurier d'Altona. Elle a grandi dans la pauvreté et a dû, après l'achèvement de son éducation primaire, contribuer au ménage de la famille. Elle vit ainsi jusqu'à l'âge de 30 ans avec ses parents. À cette époque, elle travaille comme ouvrière dans une fabrique de tapis.
Elle épouse Hermann Wittorff, alias Peter Werl (-2009), avec qui elle vit une trentaine d'années.

## Braquages de banque
Un jour, une connaissance de Gisela, Hugo Warncke, avait besoin d’une planque pour le butin d’un braquage de banque qu’il avait effectué. Gisela proposa son placard de chambre. C'est l'engrenage. Le 29 juillet 1965, elle attaque seule la filiale de la Hamburger Volksbank et dérobe 3100 DM. En tant que première femme voleuse de banque, elle fait les gros titres dans tout le pays et devient connue sous le nom de Banklady. Avec son futur mari, Hermann Wittorff, elle commet 19 braquages.
Le 15 décembre 1967, elle et ses complices sont arrêtés par la police après avoir tenté de voler une banque à Bad Segeberg. Les quatre employés qui se trouvaient à l’époque dans la succursale ont résisté de manière inattendue et ont poursuivi les auteurs. Les quatre employés ont été abattus par Hermann Wittorff.
Leur procès commence le 27 décembre 1968. Alors que son complice Hermann Wittorff est condamné à treize ans et demi de prison, Gisela Werler ne prend que neuf ans et demi, car elle fait croire qu’elle n’avait agi que par amour pour son ami. En prison, elle épouse Hermann Wittorff.
Après sa libération, en décembre 1985, Hermann Wittorff attaque de nouveau une banque, la Elmshorner Bank für Gemeinwirtschaft. Au tribunal, il témoigne qu’il voulait ainsi s’assurer sa retraite. Sa femme Gisela Werler n’a pas été accusée de participation.